# Финал Мирового тура ATP Challenger
Финал Мирового тура ATP Challenger (англ. ATP Challenger Tour Finals) — международный мужской профессиональный теннисный турнир, проходивший в 2011—2015 годах в Сан-Паулу (Бразилия). Турнир представлял собой соревнование лучших теннисистов сезона по итогам Мирового тура ATP Challenger (зачастую не являясь последним турниром серии в календарном году).

## Общая информация
История
Решение о проведении финального турнира Мирового тура ATP Challenger было принято АТР в мае 2011 года. Предложение о проведении такого турнира поступило от бразильского концерна Koch Tavares, а в качестве места проведения был избран бразильский город Сан-Паулу. Министр спорта штата Сан-Паулу выразил надежду, что проведение турнира вернёт провинцию в число организаторов крупнейших теннисных соревнований. Проведение финала сезона призвано усилить позиции Мирового тура ATP Challenger в мире. Первый турнир такого рода был назначен на середину ноября, в преддверии финального турнира Мирового тура ATP, а его призовой фонд составил 220 тысяч долларов США.
Первые два турнира прошли в зале, на корте с хардовым покрытием, а в 2013 году матчи приза переведены под открытое небо — на грунтовые корты. В 2014 и 2015 годах турнир проходил на грунтовых кортах в зале.
Схема проведения
В финале Мирового тура ATP Challenger участвуют семь лучших теннисистов сезона по итогам Мирового тура ATP Challenger (учитываются очки рейтинга ATP, набранные в турнирах этого уровня) и один теннисист, получивший персональное приглашение от страны-организатора. Участники разделяются на две группы по четыре человека, играющих внутри группы по круговой системе. По два победителя каждой группы встречаются в полуфиналах перекрёстно (первое место одной группы со вторым местом другой), после чего победители полуфиналов разыгрывают титул в финале.

## Список финалов
| Место     | Год  | Чемпион              | Финалист           | Счёт              |
| --------- | ---- | -------------------- | ------------------ | ----------------- |
| Сан-Паулу | 2015 | Иньиго Сервантес     | Даниэль Муньос     | 6-2 3-6 7-6(4)    |
| Сан-Паулу | 2014 | Диего Шварцман       | Гильерме Клезар    | 6-2 6-3           |
| Сан-Паулу | 2013 | Филиппо Воландри     | Алехандро Гонсалес | 4-6 6-4 6-2       |
| Сан-Паулу | 2012 | Гидо Пелья           | Адриан Унгур       | 6-3 6-7(4) 7-6(4) |
| Сан-Паулу | 2011 | Цедрик-Марсель Штебе | Дуди Села          | 6-2 6-4           |